# Aldo Alessandro Mola
 (mai 2021).
La mise en forme du texte ne suit pas les recommandations de Wikipédia : il faut le « wikifier ».
Les points d'amélioration suivants sont les cas les plus fréquents. Le détail des points à revoir est peut-être précisé sur la page de discussion.
- Les titres sont pré-formatés par le logiciel. Ils ne sont ni en capitales, ni en gras.
- Le texte ne doit pas être écrit en capitales (les noms de famille non plus), ni en gras, ni en italique, ni en « petit »…
- Le gras n'est utilisé que pour surligner le titre de l'article dans l'introduction, une seule fois.
- L'italique est rarement utilisé : mots en langue étrangère, titres d'œuvres, noms de bateaux, etc.
- Les citations ne sont pas en italique mais en corps de texte normal. Elles sont entourées par des guillemets français : « et ».
- Les listes à puces sont à éviter, des paragraphes rédigés étant largement préférés. Les tableaux sont à réserver à la présentation de données structurées (résultats, etc.).
- Les appels de note de bas de page (petits chiffres en exposant, introduits par l'outil «  Source ») sont à placer entre la fin de phrase et le point final[comme ça].
- Les liens internes (vers d'autres articles de Wikipédia) sont à choisir avec parcimonie. Créez des liens vers des articles approfondissant le sujet. Les termes génériques sans rapport avec le sujet sont à éviter, ainsi que les répétitions de liens vers un même terme.
- Les liens externes sont à placer uniquement dans une section « Liens externes », à la fin de l'article. Ces liens sont à choisir avec parcimonie suivant les règles définies. Si un lien sert de source à l'article, son insertion dans le texte est à faire par les notes de bas de page.
- La présentation des références doit suivre les conventions bibliographiques. Il est recommandé d'utiliser les modèles {{Ouvrage}}, {{Chapitre}}, {{Article}}, {{Lien web}} et/ou {{Bibliographie}}. Le mode d'édition visuel peut mettre en forme automatiquement les références.
- Insérer une infobox (cadre d'informations à droite) n'est pas obligatoire pour parachever la mise en page.

Pour une aide détaillée, merci de consulter Aide:Wikification.
Si vous pensez que ces points ont été résolus, vous pouvez retirer ce bandeau et améliorer la mise en forme d'un autre article.
 (avril 2021).
Le contenu est difficilement compréhensible vu les erreurs de traduction, qui sont peut-être dues à l'utilisation d'un logiciel de traduction automatique.
Aldo Alessandro Mola, né à Coni le 17 avril 1943, est un historien et écrivain italien.

## Biographie
Né à Coni en 1943, Aldo Alessandro Mola a fait ses études secondaires dans sa ville natale et a obtenu son diplôme de philosophie avec mention à l'université de Turin avec une thèse sur l'histoire du Partito d'Azione. Professeur suppléant dans certains lycées depuis 1962, en 1967 il est habilité à enseigner l'histoire, la philosophie, la pédagogie, la psychologie et histoire de l'Italie. En 1969, il devient professeur titulaire d'histoire de l'Italie et d'histoire de la philosophie. En 1977, il est nommé directeur du lycée scientifique de Bra, auquel il donne le nom de Giovanni Giolitti. En 1978, il devient directeur de l'institut de formation des enseignants de Saluzzo, en 1983 il devient directeur du lycée classique-scientifique de Savigliano et du lycée psycho-pédagogique et linguistique de Saluzzo, jusqu'en 1998.
Son enseignement et sa présidence se sont accompagnés d'études, de publications et d'une organisation culturelle. Chargé de cours à la Faculté des sciences politiques de l'Université de Milan, il est depuis 1993 co-titulaire de la Chaire Théodore Verhaegen à l'Université libre de Bruxelles.
Auteur, avec Ruggiero Romano, d'un manuel d'histoire, coordinateur de conférences et de séminaires sur l'enseignement de l'histoire avec Corrado Paracone, il a publié en 1993 Per una scuola che funzioni. Depuis ses années universitaires, il a privilégié certains domaines de recherche.

## Domaines d'étude

### Mouvement de libération en Italie et histoire du fascisme
Avec l'essai Pensiero e azione di Dante Livio Bianco (Pensée et action de Dante Livio Bianco), Aldo Alessandro Mola a remporté en 1965 le prix national d'histoire de l'Italie contemporaine. Depuis 1993, il est conseiller scientifique de la Collana storica della Resistenza cuneese (série historique de la Résistance de Cuneo), où il publie des essais et l'ouvrage Giellisti. En 2012, il a publié Mussolini a pieni voti? Da Facta al Duce. Inediti sulla crisi del 1922. .

### Giolitti et l'ère Giolitti
Après Stampa e vita pubblica di provincia nell'età giolittiana (la presse et la vie publique provinciale à l'ère giolittienne), L'età giolittiana et L'economia italiana dopo l'Unità : finanza, accumulazione del capitale, industria (l'économie italienne après l'unité: finances, accumulation de capital, industrie), Aldo Alessandro Mola publie Giovanni Giolitti. Grandezza e decadenza dello Stato liberale (Grandeur et décadence de l'État libéral) et a organisé la conférence internationale Istituzioni e metodi politici dell'età giolittiana (Institutions et méthodes politiques à l'époque de Giolitti), ouverte par le président de la République Sandro Pertini. Il a contribué à la conception du Centre européen Giovanni Giolitti pour l'étude de l'État, dont il a été le directeur jusqu'en 1997.
En 2017, il a promu l'Associazione di studi storici Giovanni Giolitti et en est devenu le directeur. En collaboration avec l'Institut italien d'études philosophiques, il dirige des écoles d'enseignement supérieur, des conférences internationales et la journée d'étude des Archives historiques de la présidence de la République, où le DVD qu'il a édité, Giolitti. Lo statista della Nuova Italia, 1842-1928. Après Giolitti: la svolta liberale d'inizio Novecento (Giolitti : le tournant libéral du début du vingtième siècle), Mola a publié Giolitti. Lo Statista della Nuova Italia et Giolitti. Fare gli italiani. Avec Aldo Giovanni Ricci, il a édité Giovanni Giolitti al Governo, in Parlamento, nel Carteggio. En 2019, il a publié Giolitti. Il senso dello Stato (Giolitti. Le sens de l'État).

### Histoire de la franc-maçonnerie
Depuis 1972, ayant entrepris l'étude de la franc-maçonnerie sur la base de sources archivistiques inédites, Aldo Alessandro Mola a publié Storia della Massoneria italiana dal Risorgimento alla Repubblica et Storia della Massoneria italiana dalle origini ai nostri giorni. Il a ensuite publié Il Grande Oriente d'Italia dell'esilio, Adriano Lemmi: il Gran Maestro della Nuova Italia, La Massoneria e Storia della Massoneria in Italia dal 1717 al 2018. Tre secoli di un Ordine iniziatico.  Il a également coordonné des expositions et des conférences sur l'histoire de la franc-maçonnerie et en a édité les actes. Il réalise des séries spécialisées pour les éditeurs Bastogi, Forni, Gangemi et Pellegrini. Depuis 1980, il a été directeur du Centre de documentation maçonnique, puis cofondateur et directeur du Centre d'histoire de la franc-maçonnerie. Il a participé en tant qu'intervenant à des conférences et à des cours universitaires en Italie et à l'étranger (Espagne, Brésil, Chili, Pérou, Belgique, France, Hongrie, Roumanie). Depuis 1982, il est membre honoraire du Centre d'études de l'histoire de la franc-maçonnerie espagnole.

### Risorgimento et l'unification italienne
À l'occasion du centenaire de la mort de Giuseppe Garibaldi, il a publié Garibaldi vivo, a coordonné la conférence Garibaldi, generale della libertà et en a édité les actes. Composante du Comité des forces armées et de la guerre de libération, il a coordonné quatre conférences internationales pour le ministère de la défense et a édité leurs actes. Il est intervenu lors des conférences sur L'Italia in guerra (L'Italie en guerre), organisées par la Commission italienne d'histoire militaire et lors de celles de l'état-major de la Défense. Co-éditeur de Il Parlamento italiano, 1861-1992, publié sous le patronage du Président de la République Francesco Cossiga, il a publié des centaines d'essais et de contributions. À l'occasion du 150e anniversaire de l'unification nationale, il a publié Italia. Un Paese speciale, Storia del Risorgimento e dell'Unità.

### Histoire locale
À partir de 1972, il est membre de la direction scientifique de la revue semestrielle Studi piemontesi. Il a publié Storia dell'Amministrazione provinciale di Cuneo dall'Unità al fascismo, 1859-1925, de nombreux essais sur l'histoire locale, Cuneo, 1700-2000. Terra di frontiera ed Europa, Saluzzo : un'antica capitale, Storia di Bra dalla Rivoluzione francese al Terzo Millennio. Il a également rédigé la section Culture et de nombreuses entrées dans le volume CN, La Provincia Granda, édité par Franco Collidà et Luigi Botta. 

### Histoire de la monarchie
Après des essais préliminaires et des biographies de Victor-Emmanuel II, Humber Ier,Victor-Emùanuel III et Humbert II, Aldo Alessandro Mola a publié della monarchia in Italia. Il a ensuite donné à la presse le Declino e crollo della monarchia in Italia. Savoia dall'Unità al referendum del 2 giugno 1946, puis augmenté et actualisé Il referendum Monarchia-Repubblica del 2-3 giugno 1946. Chi vinse davvero?.

### Biographies
Déjà auteur des profils biographiques de Giuseppe Mazzini, Giuseppe Garibaldi et d'autres, il a édité en 2004 l'édition photographique, critique et philologique de Le mie prigioni. Memorie di Silvio Pellico da Saluzzo et ensuite publié Pellico: carbonaro, cristiano, profeta della nuova Europa. La ligne des biographies s'est poursuivie avec Giosue Carducci: scrittore, politico, massone, et Licio Gelli e la P2 tra cronaca e storia.

### Activité journalistique
Pendant ses années de lycée, il a fondé quelques journaux étudiants  (L'Arengo, La Piazza) et Battaglie democratiche. Il a collaboré avec des journaux, des périodiques, des revues d'histoire (La Sentinella delle Alpi, Il Ponte, La Gazzetta del Popolo, Corriere della Sera, Stampa Sera, Panorama, Rassegna storica del Risorgimento, Critica Sociale, Libro Aperto, Nuova Antologia) et, depuis sa fondation, avec Il Giornale del Piemonte, puis Il Giornale del Piemonte e della Liguria, dont il est chroniqueur. Depuis 2005, il préside le comité scientifique du mensuel Storia in rete. En 2012, il a reçu le prix international de journalisme Goethe.

### Autre action
Aldo Alessandro Mola a contribué au transfert des restes de Victor-Emmanuel III et d'Hélène de Monténégro au sanctuaire de Vicoforte, près de Mondovì.

## Honneurs
- Médaille pour les méritants de l'école, de la culture et de l'art : 2 juin 1980[5]

## Autres projets
- Notices d'autorité :   - VIAF
  - ISNI
  - BnF (données)
  - IdRef
  - LCCN
  - GND
  - Italie
  - Pays-Bas
  - Pologne
  - Israël
  - NUKAT
  - Suède
  - Vatican
  - Australie
  - Tchéquie
  - Lettonie
  - WorldCat